# Sweet (groupe)
Pour les articles homonymes, voir Sweet.
Sweet, est un groupe de glam rock britannique, originaire de Londres, en Angleterre.

## Histoire

### Première phase
Les origines de Sweet remonte au milieu des années 1960. Mick Tucker et Brian Connolly — tous les deux membres du groupe de soul Wainwright’s Gentlemen —  décident de quitter les Wainwright’s Gentlemen en janvier 1968.
Le bassiste et chanteur Steve Priest est recruté par petite annonce, tout comme le guitariste Frank Torpey. Leur premier concert se tient le 9 mars 1968 au Pavilion de Hemel Hampstead.

### Slow Motion
Ils décrochent un contrat avec Fontana et enregistrent leur premier simple, Slow Motion, en juillet 1968 avec le producteur Phil Wainman.

### Retour
En janvier 2008, Steve Priest assemble sa propre version des Sweet à Los Angeles. Il recrute le guitariste Stuart Smith et Richie Onori.
Le nouveau groupe enregistre sa version du morceau Ticket to Ride des Beatles, qui est inclus sur l'album hommage Abbey Road, distribué par Cleopatra Records, le 24 mars 2009.
Le groupe tourne en Amérique du Sud avec Journey en mars 2011.

## Style musical
Les musiques du groupe font partie du mouvement glam, bientôt rejoints par Slade et David Bowie.

## Membres

### Premiers membres
- Brian Connolly † (5 octobre 1945 - 9 février 1997) : chant (1968 - 1979)
- Andy Scott (30 juin 1949) : guitare, chant, claviers
- Steve Priest † (23 février 1948 - 4 juin 2020) : guitare basse, chant (1968 - 1981)
- Mick Tucker † (17 juillet 1947-14 février 2002) : batterie, chant

## Discographie

### Albums studio
- 1970 : Gimme Dat Ding
- 1971 : Funny How Sweet Co-Co Can Be
- 1972 : Poppa Joe
- 1973 : The Sweet (titre US: The Sweet featuring Little Willy and Block Buster)
- 1974 : Sweet Fanny Adams
- 1974 : Desolation Boulevard
- 1976 : Strung Up (live + studio)
- 1976 : Give Us a Wink
- 1977 : Off the Record
- 1978 : Level Headed
- 1979 : Cut Above the Rest
- 1980 : Water's Edge (titre US: Sweet VI)
- 1982 : Identity Crisis
- 1992 : A
- 2002 : Sweet Life
- 2012 : New York Connection

### Albums en concert
- 1975 : Strung Up (moitié live - moitié compilation)
- 1998 : Live in Denmark
- 1999 : Live at the Rainbow 1973

### Compilations
- 1972 : The Sweet's Biggest Hits
- 1975 : The Sweet Singles Album
- 1977 : The Golden Greats
- 2015 : Fox On The Run - Rare Studio Tracks

### Reprises
Parmi les succès du groupe, on retiendra un certain nombre de titres souvent repris :
- Teenage Rampage : Vice Squad
- AC/DC : Joan Jett
- The Ballroom Blitz : Les Wampas, Motörhead en duo avec The Damned, Krokus, The Rezillos, Batmobile...
- No You Don't : Pat Benatar
- Blockbuster
- Hell Raiser : Def Leppard, Raven, Lita Ford...
- Fox on the Run : Red Hot Chili Peppers, Girlschool, Ace Frehley, Frankenstein Drag Queens From Planet 13...
- Action : Raven, Black 'n' Blue, Def Leppard...
- Set Me Free : Saxon, Vince Neil...
- Lost Angels : Gamma Ray